# Carl Arnold
Carl Arnold (né le 6 mai 1794 à Bad Mergentheim – mort le 11 novembre 1873 à Oslo, à l’époque Christiania) est un compositeur norvégien d’origine allemande.

## Biographie
Enfant prodige, élève d'Aloys Schmitt pour le piano et de Johann Anton André pour la théorie musicale, adopté par l'éditeur de Mozart, André, il parcourt l'Europe comme pianiste virtuose dans les cercles aristocratiques, et compose ses premières œuvres pour piano, publiées par André. Il épouse à Berlin la fille du facteur de pianos Kisting, dont il fait la promotion des nouveaux pianos à triples cordes. Il gagne Christiania (la future Oslo) en 1847 en pleine période d'expansion, et y trouve l'opportunité d'une carrière stable pour les 25 dernières années de sa vie. Il y dirige de 1849 à 1863 l'orchestre philharmonique (Det Philharmoniske Selskab), et officie à partir de 1857 comme organiste à l'église de la Trinité (Dreifaltigkeitskirche / Trefoldighetskirken). Il fonde d'ailleurs la première école d'orgue et de composition de la capitale.
Il était considéré comme un excellent professeur et théoricien, un remarquable pianiste et un compositeur expérimenté. Parmi ses élèves figurent les compositeurs norvégiens Halfdan Kjerulf, Winter-Hjelm et Johan Svendsen.
Il a composé entre autres un opéra, une symphonie, un concerto pour piano, et la musique du couronnement de Charles XV (1859).
Il est inhumé à Trondheim.

## Œuvres
Liste non exhaustive
- Irene, opéra (Berlin 1832)
- Quatuor à cordes en sol b mineur op. 19
- Rondo no1 pour soprano et piano « Non Parlami D'Amor »
- Sörgemarsch (Marche funèbre) (a été arrangé pour piano à 4 mains par Otto Winter-Hjelm)
- 6 Tyske Sanger For Sopran Og Klaver (6 Lieder allemands pour soprano et piano) op. 14

Œuvres pour piano
- Piano concerto in D major, Op. 16b
- Fantaisie pour pianoforte en do mineur op. 20
- Fugue
- Romance en mi bémol majeur op. 14
- Rondeau pour pianoforte sur la chanson populaire « Stusle Sundagskvelden »
- Rondoletto n° 1 en ré mineur
- Sonates pour piano
  - N° 1 en ré mineur op. 3
  - N° 3 en A majeur op. 11
- Variations en forme de Fantaisie pour pianoforte en sol majeur op. 9